# Rewolucja teksańska
Rewolucja teksańska – określenie stosowane wobec wydarzeń z lat 1835–1836, w wyniku których utworzona została niezależna od Meksyku Republika Teksasu.
Dążenia Teksasu do niepodległości związane były z nasilającym się osadnictwem ludności anglosaskiej i stopniowymi ograniczeniami swobód wprowadzanymi przez władze meksykańskie. Tendencje separatystyczne wzmogły się, gdy liderem osadników został Sam Houston. Wkrótce doszło do walk z tłumiącymi rebelię wojskami meksykańskimi. Ostatecznie koloniści pokonali armię meksykańską, co doprowadziło do uzyskania niepodległości przez Teksas.